# Sega TeraDrive
Sega TeraDrive bila je 16-bitno osobno računalo s ugrađenom igraćom konzolom Mega Drive. Ovaj stroj je proizvela američka tvrtka IBM za Segu za japansko tržište u nadi da će ugrađena igraća konzola ponukati potrošaće da kupe osobno računalo. Ovaj spoj računala i konzole nije bilo toliko uspješno na tržištu, te zbog ovog neuspjeha Sega odbacila ideju da razvije svoje osobno računalo.